# Wackersdorf (2018)
Wackersdorf (Arbeitstitel: Sturschädel) ist ein deutscher Spielfilm von Oliver Haffner aus dem Jahr 2018 mit Johannes Zeiler in der Rolle des Schwandorfer Landrats Hans Schuierer, der gegen die Wiederaufarbeitungsanlage Wackersdorf kämpft.

## Handlung
In den 1980er-Jahren plant die bayerische Staatsregierung die Errichtung einer nuklearen Wiederaufarbeitungsanlage (WAA) in der Gemeinde Wackersdorf in der Oberpfalz. Dem Landkreis Schwandorf, mit steigenden Arbeitslosenzahlen, soll dadurch ein wirtschaftlicher Aufschwung beschert werden. SPD-Landrat Hans Schuierer steht politisch unter Druck, er soll Perspektiven für die Bevölkerung schaffen. Daher ist er zunächst von der Idee vom Bau der Wiederaufarbeitungsanlage Wackersdorf (WAW) begeistert. Vereinzelte Proteste gegen das Vorhaben ignoriert er zunächst.
Erst als der Freistaat Bayern ohne rechtliche Grundlage mit Gewalt gegen Proteste einer Bürgerinitiative vorgeht, die sich für den Schutz der Natur in ihrer Heimat einsetzt, beginnt Schuierer langsam zu zweifeln und fängt an, Nachforschungen anzustellen, ob die Anlage wirklich so harmlos ist wie von der Strauß-Regierung behauptet wird.
Er liest Bücher zum Thema und diskutiert mit der Bürgerinitiative gegen die WAA. Da die Entscheidung über die Genehmigung der Bauanträge bei ihm als Landrat liegt, sieht er sich in einer starken Position. Die bayerische Staatsregierung bringt jedoch ein Gesetz durch, das die Landräte entmachtet („Lex Schuierer“). Die örtliche SPD und der Bürgermeister von Wackersdorf wenden sich von ihm ab.
In einer Rede am WAA-Bauzaun sagt Schuierer, Franz Josef Strauß habe wohl bei seinen Besuchen bei autoritären Herrschern gelernt und er betreibe eine „Demokratur“. Die bayerische Landesregierung fordert daraufhin eine Entschuldigung von Schuierer und als er diese verweigert, strengt die Regierung ein Disziplinarverfahren gegen ihn an.
Es werden Originalfilmszenen von den Auseinandersetzungen zwischen Demonstranten und der Polizei gezeigt.
Am 26. April 1986 ereignet sich die Nuklearkatastrophe von Tschernobyl. 1989 wird der Bau der WAA eingestellt.

## Produktion und Hintergrund
Die Dreharbeiten fanden vom 5. Oktober bis zum 14. November 2017 an Originalschauplätzen im Landkreis Schwandorf, in der Stadtbücherei Regensburg und in München statt. Produziert wurde der Film von der Münchner if... Productions, beteiligt waren der Bayerische Rundfunk und Arte, unterstützt wurde die Produktion vom Deutschen Filmförderfonds, dem FilmFernsehFonds Bayern und der Beauftragten der Bundesregierung für Kultur und Medien.
Für das Kostümbild zeichnete Christian Röhrs verantwortlich, für den Ton Marc Parisotto, für das Casting Stephanie Maile, für das Szenenbild Renate Schmaderer und für die Maske Dana Bieler. Die Mutter von Darstellerin Anna Maria Sturm, die Politikerin Irene Maria Sturm aus Schwandorf, war eine namhafte Anti-WAA-Aktivistin.

## Verwendetes Archivmaterial
Wackersdorf verquickt gedrehte Spielfilmszenen und Archivmaterial miteinander und versucht die Zeit der 1980er in der Bildsprache wiederaufleben zu lassen. Der Film bindet den Super-GAU von Tschernobyl 1986 mithilfe von Archiv-Einblendungen der „Tagesschau“ ins fiktive Geschehen ein. Daneben ist der legendäre Wahlkampfauftritt des Bayerischen Ministerpräsidenten Franz Josef Strauß in Schwandorf 1986 in zwei Einblendungen zu sehen. Auch der damalige Bundesinnenminister Friedrich Zimmermann wurde mit einem kurzen Statement eingebunden.

## Veröffentlichung
Die Premiere erfolgte am 29. Juni 2018 im Rahmen des Filmfests München, wo die Produktion die Reihe Neues Deutsches Kino eröffnete und mit dem Bayern 2 und SZ Publikumspreis ausgezeichnet wurde. Der Film kam am 20. September 2018 in die deutschen und am 21. September 2018 in die österreichischen Kinos.
Auf Arte wurde der Film am 5. Juni 2020 erstmals ausgestrahlt. 2022 erschien das Filmportrait Hans Schuierer: Der Mann gegen die Atomanlage in der Arte-Dokumentarfilmreihe Nach einer wahren Geschichte, das sich Ausschnitten des Films bedient.

## Rezeption
Jana Wolf befand in der Mittelbayerischen Zeitung, dass die Schwäche des ansonsten packenden Filmes sei, dass er keine klare Entscheidung zwischen historischer Dokumentation und fiktiver Überformung treffen würde. „Es scheint, die Macher wollten beides vereinen: sich sowohl die Schlagkraft des Widerstands vor 30 Jahren filmisch zu eigen machen, als auch die künstlerische Freiheit der Fiktion beibehalten. Diese Rechnung geht am Ende nicht ganz auf.“
Sascha Westphal schrieb in der Wochenzeitung der Freitag von einer „äußerst kenntnisreichen und bewundernswert detailgetreuen Rekonstruktion eines gesellschaftlichen Konflikts“.
Andreas Fischer bezeichnete den Film im Weser Kurier als „klugen Film von Willkür und Widerstand, von Gehorsam und Zivilcourage“, der differenziert, facettenreich und äußerst spannend von den Atomprotesten erzählen würde. Die historischen Szenen am Bauzaun der WAA aus der Tagesschau zeigten, wie wichtig es sei, „zu zweifeln, mutig zu sein und für demokratische Werte aufzustehen. Damals wie heute.“
Heribert Prantl: „Es ist ein grandioser Film, ein Heimatfilm im besten Sinn des Wortes, ein Film über den kleinen Widerstand, der manchmal ein großer ist.“

## Auszeichnungen und Nominierungen
- 2018: Förderpreis Neues Deutsches Kino – Nominierungen in den Kategorien Regie, Produktion und Drehbuch[41]
- 2018: Filmfest München – Bayern 2 und SZ Publikumspreis[33]
- 2019: Preis der deutschen Filmkritik 2018 – Nominierung in der Kategorie Bester Darsteller (Johannes Zeiler)[42]
- 2019: Bayerischer Filmpreis 2018 – Sonderpreis[43]
- 2019: Fajr International Film Festival 2019 – Silver Simorgh for Best Script[44]
- 2019: Deutscher Filmpreis 2019 – Auszeichnung in der Kategorie Beste Filmmusik[45][46]
- 2019: Deutscher Schauspielpreis 2019 – Nominierung in der Kategorie Schauspieler in einer Hauptrolle (Johannes Zeiler)[47]
- 2019: Kulturpreis des Bezirks Oberpfalz (Oliver Haffner)[48]
- Die Deutsche Film- und Medienbewertung (FBW) verlieh dem Film das Prädikat besonders wertvoll.[49]

## Theateradaption
Am 12. März 2022 hatte eine Theateradaption des Films am Stadttheater Amberg Premiere. Das Landestheater Schwaben hat den Film von Oliver Haffner für die Bühne angepasst und auch Schulmaterial dazu erstellt.